# Umineko no naku koro ni
Umineko no naku koro ni (うみねこのなく頃に, litt. « Quand les goélands pleurent ») stylisé en うみねこのなく頃に, est une série de dōjin de type sound novel publiée par le cercle 07th Expansion de manière épisodique. Le premier jeu de la série, Legend of the Golden Witch, a été publié au Comiket 72 le 17 août 2007 sur PC et toutes les copies disponibles se sont vendues en 30 minutes. La série a été adaptée en manga, romans, Drama CD ainsi qu'en anime. Cependant, l'anime ne couvre pas l'ensemble du scénario (il correspond uniquement aux épisodes 1 à 4 du jeu) et comporte des « erreurs scénaristiques ». Le spectateur n'aboutit donc pas à la résolution de l'énigme à la fin de l'anime.
L'histoire se concentre sur un groupe de dix-huit personnes réunies durant deux jours sur une île coupée du monde et à la série de meurtres apparemment impossibles à réaliser par un être humain qui y ont lieu. L'objectif du jeu est de déterminer si les meurtres sont commis par une entité surnaturelle ou par un être humain, donnant lieu à un duel métaphorique entre roman fantastique et roman policier.
Umineko no Naku Koro ni est le 3e titre de la série des When They Cry. Il est précédé de Higurashi no Naku Koro ni et Higurashi no Naku Koro ni Kai, et est suivi par Umineko no Naku Koro Ni Chiru. 

## Système de jeu
Umineko no Naku Koro ni est un jeu décrit comme un « sound novel » par 07th Expansion. Un sound novel est similaire à un visual novel dans le fait qu'il ne nécessite quasi-aucune interaction de la part du joueur car le jeu est composé uniquement de dialogues textuels. Si la base d'un visual novel serait l'aspect visuel (comme le suggère son nom), la base d'un sound novel serait la création de l'ambiance en utilisant de la musique et des effets sonores. Le style des images du jeu est le masquage.
Durant la partie, le joueur a la possibilité de visualiser des TIPS en passant par le menu du jeu (pendant la partie), qui contient aussi des fonctions de sauvegarde, de chargement, une description des personnages de la famille Ushiromiya et un journal permettant de relire les dialogues précédents. Les TIPS fournissent au joueur diverses informations supplémentaires concernant les personnages ou l'histoire qui peuvent (ou pas) être utiles pour résoudre le mystère. Le but du jeu est de résoudre les multiples mystères : trouver la réponse à l'énigme de l'épitaphe, donnant la localisation d'un trésor caché, et résoudre l'enquête, en déterminant la nature du coupable des meurtres. 
À chaque fois qu'un chapitre est terminé pour la première fois, un scénario épilogue se débloque dans le menu principal, dans une option intitulée « Tea Party ». Une fois ce scénario visionné, un chapitre supplémentaire se débloque dans le menu principal, dans une option intitulée « ???? ». Une fois ce chapitre visionné une première fois, une nouvelle option intitulée « TIPS » apparaît dans le menu principal. Cette option permet d'accéder à tous les TIPS débloqués durant la partie, y compris ceux qui se débloquent dans les épilogues. Enfin, une fois l'intégralité des scénarios du jeu lue, une option supplémentaire apparaît dans le menu principal, permettant au lecteur d'écouter toutes les musiques utilisées dans le jeu.

## Trame

### Histoire

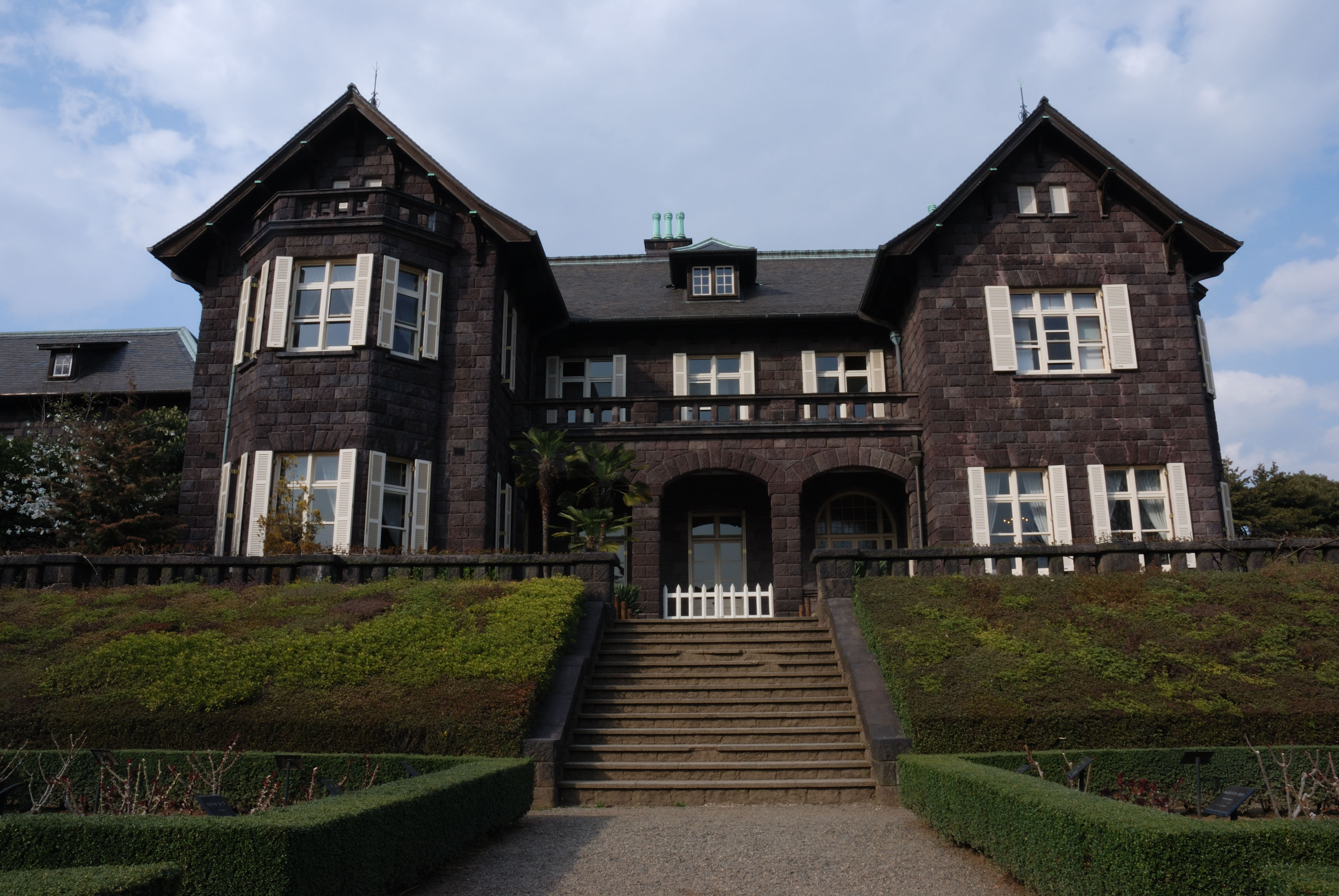
Le manoir dans les jardins Kyū-Furukawa à Kita, Tokyo, base de l'extérieur de la guest house de Rokkenjima,.

En octobre 1986, les membres de la richissime famille Ushiromiya se réunissent sur une île nommée Rokkenjima, demeure du chef de la famille, Kinzo. Le médecin de famille a annoncé qu'il ne restait à ce dernier plus que trois mois à vivre, et ses héritiers se réunissent donc pour négocier le partage de l'héritage ainsi que désigner celui ou celle qui prendra la tête de la famille. En plus des membres de la famille Ushiromiya, un certain nombre de serviteurs habitent sur l'île, ainsi qu'un docteur attitré, portant le nombre de personnes présentes à dix-huit personnes. Cependant, peu après l'arrivée de la famille, un typhon se déclare, empêchant ces derniers de quitter l'île. Sur l'île désormais coupée du monde, d'étranges événements surviennent, et des personnes se font tuer de façon inexplicable, menant les personnes présentes à penser que le coupable pourrait être la légendaire sorcière Béatrice, qui, dit-on, hanterait Rokkenjima.

### Personnages
Umineko no naku koro ni possède un grand nombre de personnages récurrents : on trouve, parmi les dix-huit personnages « humains », les douze membres de la famille Ushiromiya, les 5 membres du personnel du manoir (les serviteurs) et le médecin traitant, ainsi que, du côté « sorcières », les 3 sorcières principales accompagnées de leurs serviteurs, outils et démons qu'elles peuvent invoquer à volonté. D'autres personnages humains ou surnaturels apparaissent également de manière temporaire dans certains chapitres, portant le nombre total de personnages d'Umineko no Naku Koro ni à plus d'une trentaine.
Le récit est initialement raconté depuis le point de vue du personnage principal, Battler Ushiromiya, petit-fils du chef de famille.  Le caractère rationaliste de Battler s'oppose au caractère apparemment inexplicable des meurtres s'enchaînant sur l'île, ce qui va susciter l'intérêt de la sorcière Béatrice, principale antagoniste de l'histoire. Battler et Béatrice vont se lancer dans un jeu où l'un doit prouver que les événements survenus sur l'île de Rokkenjima entre le 4 et le 5 octobre 1986 sont des faits perpétrés par un ou des humains et que tout peut être expliqué par la logique. L'autre doit, au contraire, persuader son adversaire que la cause des événements est due à des faits surnaturels qu'un humain n'aurait, a priori, jamais pu réaliser.

### Chapitres

#### Umineko no Naku Koro ni
La première partie des jeux, sous le nom de Umineko no Naku Koro ni (うみねこのなく頃に, litt. Quand les goélands pleurent), est composée de 4 épisodes qui introduisent le joueur aux mystères des meurtres perpétrés sur l'île Rokkenjima et de la légende de la sorcière d'or. De nombreux mystères sont introduits et peu de réponses sont données dans cette partie de l'histoire, obligeant le joueur à forger ses propres théories.
- Episode 1: Legend of the Golden Witch (litt. La légende de la sorcière d'or) - Sorti lors du Comiket 72 le 17 août 2007[5],[6]

Les membres de la famille Ushiromiya se réunissent sur l'île de Rokkenjima pour leur conférence annuelle et pour discuter du partage de l'héritage. Il s'agit d'un chapitre introductif qui présente au joueur les 18 habitants de l'île de Rokkenjima (la famille elle-même et le personnel) et qui suppose l'implication d'une 19e habitante qui serait la sorcière Beatrice, laquelle serait la cause des meurtres. L'histoire est principalement racontée du point de vue de Battler.
- Episode 2: Turn of the Golden Witch (litt. Le tour de la sorcière d'or) - Sorti lors du Comiket 73 le 31 décembre 2007

Ce chapitre tourne autour de la première confrontation directe entre Battler et Beatrice, et la première offensive de celle-ci. Chacun d'eux se voit obtenir une existence parallèle et indépendante afin de participer une nouvelle fois aux évènements de Rokkenjima. Contrairement au premier chapitre, Beatrice joue un rôle plus important dans le jeu et suggère l'existence d'entité surnaturelle et même de pouvoirs magiques que certains habitants de l'île détiendraient. Ce chapitre introduit également les Sept Sœurs du Purgatoire, des serviteurs aux ordres de Beatrice. Ce chapitre possède plusieurs points de vue, notamment ceux de Jessica, Shannon, George et Kanon, et développant leurs passés et relations.
- Episode 3 : Banquet of the Golden Witch (litt. Le banquet de la sorcière d'or) - Sorti lors du Comiket 74 le 16 août 2008

Dans ce chapitre, l'intrigue est plus centrée sur la résolution de l'énigme de l'épitaphe de Beatrice. Cela mène à l'introduction d'un nouveau personnage qui interférera avec le jeu de Battler et Beatrice. D'autres nouveaux personnages sont aussi introduits tels que Ronove, Virgilia et la Brigade des Sœurs Siesta. Ce chapitre donne quelque détails sur le passé d'Eva et de Beatrice, et leur point de vue est mis en avant.
- Episode 4: Alliance of the Golden Witch (litt. L'alliance de la sorcière d'or) - Sorti lors du Comiket 75 le 29 décembre 2008

Ce chapitre introduit le personnage d'Ange, la petite sœur de Battler, et sa vie après les évènements de 1986 du 3e jeu. L'histoire jongle entre les évènements de 1986 de ce nouveau jeu (l'époque des meurtres) et ceux de 1998 (l'époque d'Ange) et fournit quelques éléments de background supplémentaires à certains personnages. De nouveaux personnages sont introduits, tels que Gaap, Chiester 00, Sakutaro, ainsi que quelques humains normaux tels que Kasumi, Okonogi (Déjà vu dans Higurashi no Naku Koro ni) et Amakusa.

#### Umineko no Naku Koro ni Chiru
La seconde partie des jeux, sous le nom de Umineko no Naku Koro ni Chiru (うみねこのなく頃に散, litt. Quand les goélands pleurent : Dispersion), entre au cœur du mystère et apporte des éléments de réponses aux questions levées dans les chapitres précédents tout en continuant d'avancer dans l'histoire.
- Episode 5: End of the Golden Witch (litt. La fin de la sorcière dorée) - Sorti lors du Comiket 76.

Une nouvelle perspective du mystère de la Sorcière d'Or est présentée dans ce chapitre, remettant en cause beaucoup d'éléments. Alors que Battler se rapproche de la vérité après avoir vaincu Beatrice, Lambdadelta et Bernkastel sortent de l'ombre et prennent possession du jeu, entraînant sa dénaturalisation : Lambdadelta donne un point de vue plus « malsain » de l'histoire tandis que Bernkastel brise les règles précédentes en introduisant le personnage d'Erika. L'histoire est centrée sur la (voire les) relations entre Battler et Beatrice. Cette fois-ci, le jeu est suspendu avant son dénouement; le destin de la plupart des personnages reste donc inconnu. En réponse au premier jeu, le point de vue de Natsuhi est mis en avant dans cet épisode.
- Episode 6: Dawn of the Golden Witch  (litt. L'aube de la sorcière dorée) - Sorti lors du Comiket 77 le 30 décembre 2009[7],[8]

Suite du précédent jeu avec la présentation d'un nouveau Maître de Jeu, ce chapitre est plus centré sur la compréhension du jeu par son Maître que sur la solution du mystère. George, Jessica, Shannon et Kanon sont présentés comme les personnages principaux, plus deux répliques de Beatrice. Celles-ci ont été créées par le nouveau Maitre à la suite de son désir de la ressusciter ; cependant toutes ses tentatives ont échoué. Des personnages de l'histoire de 1998 reviennent, des nouveaux apparaissent, et des indices sont donnés concernant la vraie nature de certains personnages (le vrai prénom de Kanon, ou encore l'énigme concernant la naissance de Battler).
- Episode 7: Requiem of the Golden Witch (litt. Le requiem de la sorcière dorée) - Sorti lors du Comiket 78 le 14 août 2010

Cet épisode se déroulant dans un « fragment » créé par la sorcière Bernkastel place deux nouveaux personnages en jeu : Willard H. Wright et Lion. Dans ce kakéra, Kinzo et la famille Ushiromiya commémore la mort de Beatrice. Will, inquisiteur et Lion, enfant de Natsuhi et Krauss, vont devoir découvrir la véritable identité de Beatrice par le biais d'interview de chaque membre de la famille. Cet épisode se base donc principalement sur l'identité de Beatrice et le passé de Rokkenjima, ainsi que sur le passé personnel de Shannon et du mystérieux enfant mort il y a 19 ans.
- Episode 8: Twilight of the Golden Witch (litt. Le crépuscule de la sorcière dorée) - Sorti le 31 décembre 2010

Cet épisode dévoile l'origine des épisodes précédents, mais pas les solutions des meurtres, et propose deux fins alternatives en fonction de l'opinion du lecteur, « Trick Ending » ou « Magic Ending ».

### TIPS
Les TIPS sont des informations complémentaires qui sont fournies tout au long du jeu. Certains TIPS bonus ont été écrits en dehors des jeux et étaient rendus disponibles lors des Comikets. Ils peuvent contenir (ou pas) des informations importantes sur le background de certains personnages ou de certains évènements. On peut trouver des TIPS correspondant à la version anime sur le site officiel de ce dernier.

## Développement

### Historique des sorties
Le premier jeu intitulé The Legend of the Golden Witch est sorti le 17 août 2007 au Comiket 72. Le second jeu Turn of the Golden Witch est sorti le 31 décembre 2007 au Comiket 73 et le troisième jeu Banquet of the Golden Witch est sorti le 16 août 2008 au Comiket 74. Le quatrième jeu Alliance of the Golden Witch est sorti le 29 décembre 2008 au Comiket 75. Le premier jeu de la série Umineko no Naku Koro ni Chiru intitulé End of the Golden Witch est sorti le 15 août 2009 au Comiket 76. Le sixième jeu Dawn of the Golden Witch est sorti le 30 décembre 2009 au Comiket 77. Le septième jeu, Requiem of the Golden Witch est sorti le 14 août 2010 au Comiket 78.
Une adaptation sur PlayStation 3 nommée Umineko no Naku Koro ni ~Majo to Suiri no Rondo~ (うみねこのなく頃に ～魔女と推理の輪舞曲～, Quand les goélands pleurent ~Rondo de la sorcière et du raisonnement~) par Alchemist est sortie le 16 décembre 2010. Celle-ci est caractérisée par la présence d'un affichage en haute définition, de toutes les musiques provenant du jeu PC original, ainsi que les voix des acteurs de la série animée. Ce portage exploite l'histoire originale de WTC 3, depuis Episode 1, Legend of the Golden Witch jusqu'à Episode 4, Alliance of the Golden Witch. Sa suite, Umineko no Naku Koro ni ~Shinjitsu to Gensô no Symphony~ est elle sortie le 15 décembre 2011, elle aussi sur PS3, et traite également les 4 derniers tomes d'Umineko, soit l'ensemble de WTC 4, dans un remake HD avec doublages et effets.

### Traduction
La série de jeux est traduite en anglais par une équipe de passionnés, la Witch Hunt. Malgré le fait que Witch Hunt soit une équipe amateure et non liée aux développeurs d'origine, Ryukishi07, considéré comme le créateur de la série, leur a envoyé en 2009 un courriel de remerciement et d'encouragement ; c'est pour cela que la majorité des fans occidentaux reconnaissent la Witch Hunt comme liée à la popularité des jeux en Occident dans certains milieux de la japanimation. L'équipe Witch Hunt a traduit l'intégralité de l’œuvre, soit tous les « arcs questions » (Episode 1, Episode 2, Episode 3 et Episode 4) et « arcs réponses » (Episode 5, Episode 6, Episode 7 et Episode 8).

### Inspiration et référence
De nombreuses références se cachent au sein d'Umineko no naku koro ni. La première est tout d'abord une référence à l'œuvre du poète Dante : la Divine Comédie. En effet, on peut lier le parcours de Battler à celui du poète Dante dans son œuvre. Accompagné de son guide Virgile, Dante traverse l'enfer, le purgatoire et le paradis pour rejoindre Béatrice, sa bien-aimée. Dans Umineko no Naku Koro ni, Virgile est remplacée par Virgilia, qui aide Battler à traverser divers épreuves jusqu'à son but : atteindre la vérité sur le cœur de Beatrice. D'autres liaisons entre les deux œuvres existent comme l'existence d'un lieu parallèle nommé Purgatorio situé à la fin de l'épisode 1, où Battler se retrouve après sa mort. On peut aussi noter que le générique de fin de l'anime est nommé La divina tragedia.
Umineko no Naku Koro ni s'inspire aussi du Goetia du Lemegeton et du Pseudomonarchia daemonum pour les noms de quelques démons présents dans l'histoire. On y retrouve ainsi les noms de Ronove, Furfur, Zepar et Gaap, personnages présents dans le jeu. On peut aussi noter l'anecdote suivante : Gaap est présentée comme un démon faisant disparaître les corps des victimes, qui peut-être représenté par la falsification des autopsies par Nanjo, le docteur de l'histoire. Or, il est clairement dit dans la traduction du Pseudomonarchia daemonum que Gaap utilise la forme d'un docteur pour apparaître devant les humains.
On retrouve aussi dans Umineko no Naku Koro ni de nombreux auteurs de romans policiers ou de personnages ayant eu des relations avec ceux-ci. Ronald Knox donne son nom à l'inquisitrice Dlanor A. Knox qui utilise les 10 règles d'or du roman policier comme d'une arme anti-sorcière, ainsi que Willard Huntington Wright alias S.S. Van Dine qui est représenté par le personnage de Wright, inquisiteur du groupe SSVD utilisant certaines des 20 règles de Van Dine. Agatha Christie et son œuvre les Dix petits nègres sont cités dans End of the Golden Witch et Requiem of the Golden Witch. Enfin, Higurashi no Naku Koro ni, sound novel du même auteur, est lui aussi retrouvé dans Umineko no Naku Koro ni comme un roman qu'a lu Battler.
Finalement, le nom du personnage principal, Battler, peut être aussi une référence à la première carte du Tarot de Marseille, qui est Le Bateleur. Tout comme le Bateleur, Battler a en lui le potentiel mais est trop immature dans les premiers chapitres pour découvrir la vérité sur Beatrice. À noter aussi que le Bateleur représente le maître du jeu et que son chapeau en forme de huit représente l'éternel recommencement, ce qui correspond à la finalité de Battler dans Umineko no Naku Koro ni.

## Réception
Umineko no Naku Koro ni a été très bien reçu par les amateurs de visual novels et de sound novels. Il est évalué à 8,79 sur un maximum de 10 sur The Visual Novel Database, ce qui en fait le troisième jeu le mieux noté de tous les temps selon les utilisateurs de ce site.

## Musiques du jeu
Les musiques d'Umineko ont été créées par une variété d'artistes, aussi bien professionnels qu'amateurs, et par Dai, le compositeur de la plupart des musiques que l'on peut trouver dans Higurashi no Naku Koro ni kai, qui était aussi impliqué dans le projet en tant que directeur musical. Le générique de début des quatre premiers chapitres s'appelle Umineko no Naku Koro ni (うみねこのなく頃に), composé et interprété par Akiko Shikata et qui est sorti au Comiket 74 le 15 août 2008, puis pour le grand public le 29 août 2008 chez Frontier Works. Le générique de début des chapitres d'Umineko no Naku Koro ni Chiru est Occultics no Majo (オカルティクスの魔女, Okarutikusu no Majo) par Ayumu de Zwei, le générique des crédits de fin est quant à lui Tsubasa: Hope (翼～hope～) par Rekka Katakiri.
Une bande originale du chapitre Legend of the Golden Witch intitulée Essence est sortie le 26 août 2009.
Au Comiket 76, sont sorties deux bandes originales regroupant des morceaux de différents arcs questions dans une qualité CD, et intitulées Umineko no Naku Koro ni musicbox red et Umineko no Naku koro ni musicbox blue. Une autre bande originale est sortie au Comiket 78, regroupant des musiques tirées des 3 premiers arcs réponse, et intitulée Umineko no Naku Koro ni Chiru musicbox -Kiri no Pithos- (Kiri no Pithos faisant référence au générique de début de l'épisode 7 et 8).

## Adaptations

### Mangas
L'adaptation manga a été publiée par Square Enix dans le magazine Gangan Comics.

#### Umineko no Naku Koro ni (arc de questions)
Le premier épisode « Légende de la Sorcière Dorée » a été dessiné par Kei Natsumi a commencé sa sérialisation en décembre 2007, jusqu'à son achèvement le 22 août 2009, en 4 volumes.
Le deuxième épisode « Le tour de la Sorcière Dorée » a été dessiné par Jirō Suzuki a commencé sa sérialisation le 22 juillet 2009, jusqu'à son achèvement le 22 décembre 2010, en 5 volumes.
Le troisième épisode « Banquet de la Sorcière Dorée » a été dessiné par Kei Natsumi a commencé sa sérialisation le 19 septembre 2010, jusqu'à son achèvement le 22 juillet 2011, en 5 volumes.
Le quatrième épisode « Alliance de la Sorcière Dorée » a été dessiné par Souichirou a commencé sa sérialisation le 1er octobre 2009, jusqu'à son achèvement le 2 février 2012, en 6 volumes.

#### Umineko no Naku Koro ni Chiru (réponse-arc)
Le cinquième épisode « Fin de la Sorcière Dorée » a été dessiné par Akitaka a commencé sa sérialisation le 22 octobre 2010, jusqu'à son achèvement le 22 novembre 2012, en 6 volumes.
Le sixième épisode « Aube de la Sorcière Dorée » a été dessiné par Hinase Momoyama a commencé sa sérialisation le 18 novembre 2010, jusqu'à son achèvement le 17 novembre 2012, en 6 volumes.
Le septième épisode « Requiem de la Sorcière Dorée » a été dessiné par Eita Mizuno a commencé sa sérialisation le 13 avril 2011, jusqu'à son achèvement le 12 mars 2015, compte 9 volumes.
Le huitième épisode « Crépuscule de la Sorcière Dorée » a été dessiné par Kei Natsumi a commencé sa sérialisation le 21 janvier 2012, jusqu'à son achèvement le 22 juin 2015, compte 9 volumes.

#### Autres mangas
Un Yonkoma intitulé Umineko Biyori: Rokkenjima e Yōkoso!! (うみねこびより。～六軒島へようこそ!!～) et illustré par Makoto Fugetsu a été publié dans le magazine Manga Palette Lite de la société Ichijinsha entre le 1er mars 2008 et le 2 mars 2009. Un unique volume relié est sorti le 22 juin 2009.
Un autre manga intitulé Umineko Dōri no Peru-san (うみねこ通りのペルさん) illustré par Satoshi Shinkyo a été publié entre les éditions de novembre 2008 et de mai 2009 du magazine Comp Ace de l'éditeur Kadokawa Shoten.
Un manga crossover dessiné par Yuki Hiiro incluant des personnages provenant d'Higurashi no naku koro ni et intitulé Umineko no Naku Koro ni EpisodeX Rokkenjima of Higurashi crying (うみねこのなく頃に EpisodeX ROKKENJIMA of Higurashi crying) a commencé sa publication dans le magazine Dengeki G's Festival! Comic de l'éditeur ASCII Media Works le 26 janvier 2009.

### Drama CD
La société Frontier Works a commencé la production d'une série de drama CD pour Umineko en sortant le premier disque intitulé Ōgon no Kakeratachi (黄金のカケラたち, litt. Fragments d'Or) le 24 juin 2009. Le second disque, Ōgon Chō no Miru Yume wa (黄金蝶の見る夢は, litt. Le rêve du papillon d'or) est sorti le 23 juillet 2009. Les doublages des personnages sont interprétés par les mêmes acteurs que le casting de l'anime.

### Romans
La retranscription des chapitres du jeu sous forme de romans a été commencée par Kodansha Box. Les romans sont écrits par Ryūkishi07.
Chacun des chapitres est décomposé en deux volumes :
- Legend of the Golden Witch (volume 1) sorti le 1er juillet 2009 ;
- Legend of the Golden Witch (volume 2) sorti le 4 août 2009 ;
- Turn of the Golden Witch (volume 1) sorti le 4 novembre 2009 ;
- Turn of the Golden Witch (volume 2) sorti le 1er décembre 2009 ;
- Banquet of the Golden Witch (volume 1) sorti le 1er mars 2010 ;
- Banquet of the Golden Witch (volume 2) sorti le 1er avril 2010 ;
- Alliance of the Golden Witch (volume 1) sorti le 1er juillet 2010 ;
- Alliance of the Golden Witch (volume 2) sorti le 3 août 2010.

### Anime
Une adaptation en anime de 26 épisodes des quatre premiers volets du sound novel a été produite par le studio d'animation Studio Deen et dirigée par Chiaki Kon.
On trouve Toshifumi Kawase au poste de scénariste et Yōko Kikuchi au poste de character designer, basant leurs travaux sur ceux de Ryūkishi07. 
La première diffusion de l'anime au Japon a eu lieu entre le 2 juillet 2009 et le 24 décembre 2009 en commençant sur la chaîne Chiba TV, puis plus tard sur d'autres chaînes. 
Les 26 épisodes seront distribués au Japon en une compilation de 13 DVD et Disques Blu-ray entre le 23 octobre 2009 et octobre 2010.

#### Génériques
Générique de début
Katayoku no Tori (片翼の鳥) par Akiko Shikata.
Le single est sorti le 19 août 2009.
Générique de fin
La Divina Tragedia: Makyoku (la divina tragedia～魔曲～) par Jimang de Sound Horizon.
Le single est sorti le 16 septembre 2009.